# Hofkirchen (Donau)

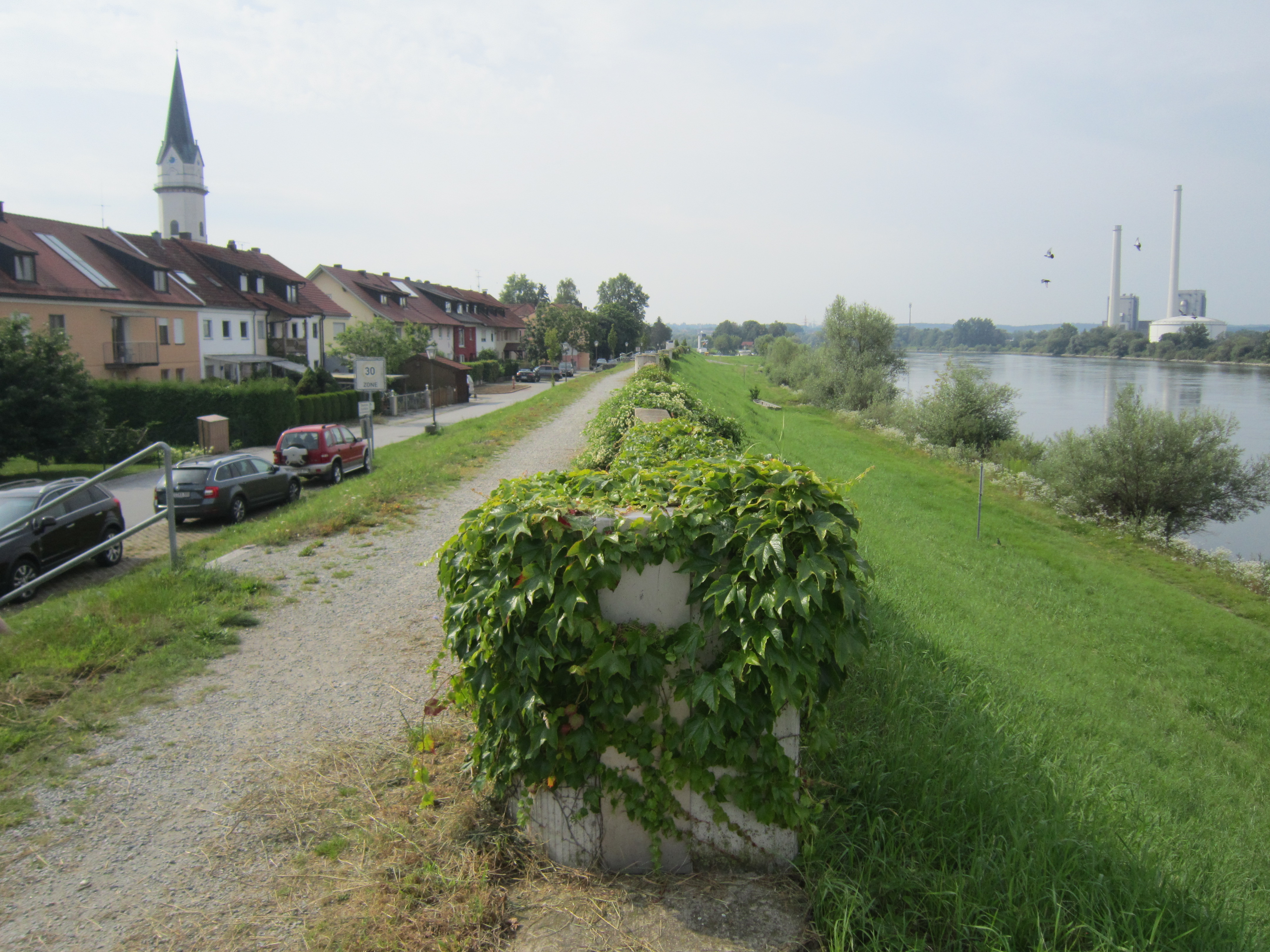
Blick entlang dem Donaudeich auf Hofkirchen (links), die Donau und das Kraftwerk Pleinting

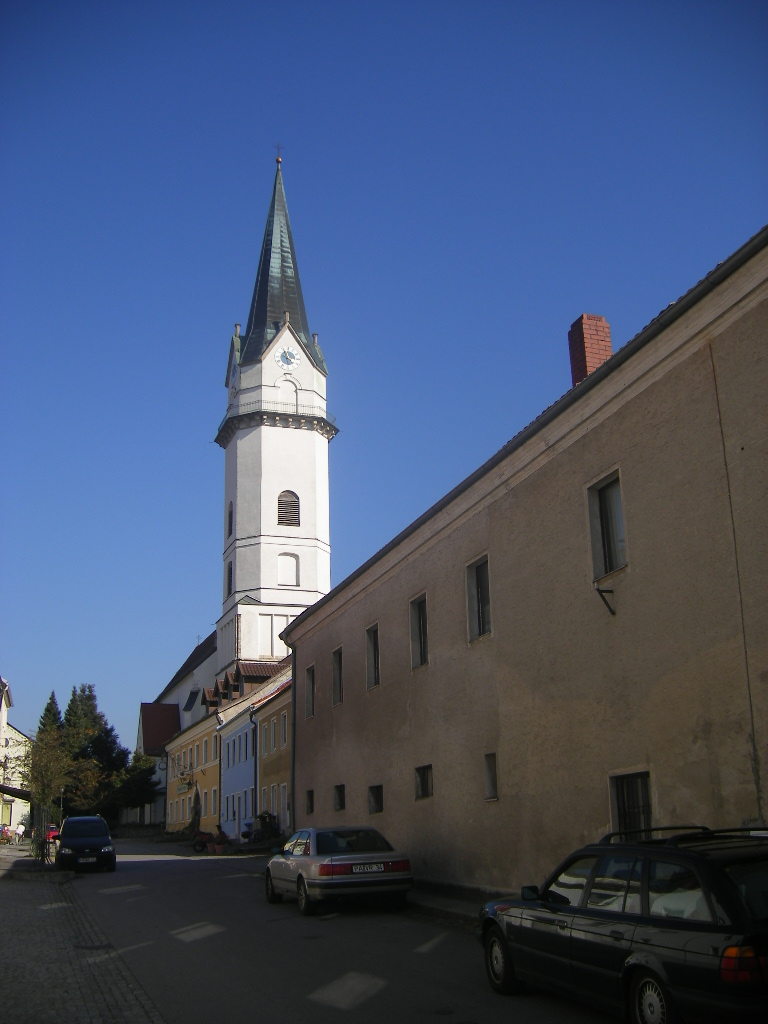
Die Pfarrkirche Mariä Himmelfahrt

Hofkirchen ist ein Markt im niederbayerischen Landkreis Passau.

## Geografie

### Geografische Lage
Der Ort liegt in der Region Donau-Wald direkt an der Donau und am südöstlichen Rand des Gäubodens. Der Markt liegt rund 30 km nordwestlich von Passau, 25 km südöstlich von Deggendorf und sieben Kilometer von Vilshofen an der Donau entfernt. Zur Bundesautobahn 3 (Ausfahrt Iggensbach oder Garham) sind es ebenfalls sieben Kilometer.

### Nachbargemeinden
- Künzing (Landkreis Deggendorf)
- Winzer (Landkreis Deggendorf)
- Iggensbach (Landkreis Deggendorf)
- Eging am See
- Vilshofen an der Donau
- Windorf

### Gemeindegliederung
Es gibt 57 Gemeindeteile:
- Aichet
- Anger
- Berg
- Bichlberg
- Bruckmühl
- Eben
- Edlham
- Edt
- Entweg
- Fürstmühl
- Garham
- Gelbersdorf
- Gmein
- Grubhof
- Gsteinöd
- Hachelberg
- Hagenham
- Henhart
- Hilgartsberg
- Hof
- Hofkirchen
- Holzham
- Hufnagl
- Kapfham
- Klafterding
- Kühbeckberg
- Leithen
- Lerchberg
- Moserholz
- Mühlloh
- Neuderting
- Niederndorf
- Oberlangrain
- Oberneustift
- Oberngschaid
- Oberriegl
- Oberschöllnach
- Oitzet
- Philippswart
- Pirka
- Reit
- Reitern
- Seehof
- Semmelreut
- Solla
- Spitzholz
- Tracking
- Untergschaid
- Unterlangrain
- Unterneustift
- Unterschöllnach
- Unterstaudach
- Voggenreut
- Wiffling
- Wimmhof
- Witzelberg
- Zaundorf

Es gibt die Gemarkungen: Hilgartsberg, Hofkirchen und Garham.

## Geschichte

### Bis zum 19. Jahrhundert
Hofkirchen wird am 5. November 1005 erstmals urkundlich erwähnt. Es kam um 1200 in den Besitz der Bischöfe von Passau, die es den Wessenbergern überließen. Nach deren Aussterben im Jahr 1240 erlangte Rapoto III. von Ortenburg die Ortschaft, gab sie aber schon am 19. Februar 1241 dem Bischof zurück und nahm sie vermutlich als Lehen. Nach dessen Tod 1248 erhielten die Wittelsbacher die Advokatie, 1256 das Lehen und 1262 durch Vergleich die Herrschaft über Hofkirchen. Bereits vor 1300 wird der Ort als Markt bezeichnet, doch erst 1387 wurde ihm durch Herzog Albrecht II. das Recht zu einem Wochenmarkt an allen Montagen verliehen. 1421 wurde Hofkirchen zum ersten Mal gemeinsam mit Hilgartsberg an einen bayerischen Landsassen verpfändet, wurde aber zwischenzeitlich wieder herzoglicher Markt und erhielt weitere Rechte. Gegen Ende des 15. Jahrhunderts wurden die Weißenfelder mit Hilgartsberg und Hofkirchen belehnt. In der Folge kam es daher zu Konflikten über die Stellung des Marktes Hofkirchen, da dieser magistratische Eigenrechte besaß. Erst mit der Übernahme der Herrschaft Hilgartsberg durch die Fugger 1626 beruhigte sich die Situation.
Die heutige Pfarrkirche wurde mit Hilfe der Edlen von Puchberg und anderer Wohltäter erbaut und 1498 geweiht. Am 18. Oktober 1745 legte das Prunkschiff von Kaiser Franz I. in Hofkirchen an, und der Monarch bezog im heutigen Gasthof Buchner mit seinem Gefolge das Nachtquartier. Noch heute erinnert die Kaiserstraße an diesen Tag. In Hofkirchen befand sich auch ein zu Beginn des 15. Jahrhunderts erbautes Schloss, das von der Marktgemeinde erworben und Anfang des 19. Jahrhunderts abgebrochen wurde.

### Die Bildung der Gemeinde
Der Markt gehörte zur Zeit des Kurfürstentums Bayern zu dessen Rentamt Straubing und Landgericht Hengersberg. Minister Montgelas ließ im Zuge seiner umfassenden Verwaltungsreformen im seit 1806 bestehenden Königreich Bayern das k.b. gräflich Fuggerische Patrimonialgericht Hilgartsberg errichten. 1821 verkaufte Joseph Eligius Graf Fugger zu Glött dieses an den bayerischen Staat. Damit waren die letzten Reste der Adelsherrschaft über die 1818 durch das bayerische Gemeindeedikt gebildete Gemeinde Hofkirchen erloschen. Mit Beginn der Donaudampfschifffahrt 1837 und der Eröffnung der Bahnstrecke Straubing–Passau 1862 am anderen Donauufer verlor der Markt Hofkirchen an Bedeutung. Eine neue Einnahmequelle fand man im Anbau der Weber-Karde, die der Fuhrunternehmer Josef Reischer (1775–1850) nach Hofkirchen brachte, wo sie bestens gedieh.

### Eingemeindungen
Am 1. Oktober 1970 erfolgte der Zusammenschluss mit der Gemeinde Hilgartsberg, am 1. Mai 1978 die Eingemeindung des größeren, südwestlichen Teils der aufgelösten Gemeinde Garham (der kleinere nordöstliche Teil kam zur Gemeinde Eging am See).

### Einwohnerentwicklung
Im Zeitraum 1988 bis 2018 wuchs der Markt von 3167 auf 3691 um 524 Einwohner bzw. um 16,6 %.
| Jahr | Einwohner |
| ---- | --------- |
| 1961 | 2619      |
| 1970 | 2842      |
| 1987 | 3122      |
| 1991 | 3344      |
| 1995 | 3502      |
| 2000 | 3539      |
| 2005 | 3632      |
| 2010 | 3623      |
| 2015 | 3581      |

## Politik
- Erster Bürgermeister: 1
- CSU: 8
- SPD: 5
- ÜW: 3

### Marktgemeinderat
Bei der Kommunalwahl vom 15. März 2020 haben von den 3090 stimmberechtigten Einwohnern im Markt Hofkirchen, 2092 von ihrem Wahlrecht Gebrauch gemacht, womit die Wahlbeteiligung bei 67,70 % lag.

### Erste Bürgermeister
- 0000–2002: Josef Weiß (CSU)
- 2002–2020: Wilhelm Wagenpfeil (SPD)
- 2020–0000: Josef Kufner (CSU)[8]

Bei der Kommunalwahl vom 15. März 2020 wurde Josef Kufner mit 65,18 % der Stimmen gewählt.

### Wappen
| Wappen von Hofkirchen | Blasonierung: „In Blau eine eintürmige silberne Kirche mit roten Dächern in Seitenansicht.“ |
| Wappen von Hofkirchen | Wappenbegründung: Die Kirche redet für den Ortsnamen Hofkirchen und gibt in heraldisch stilisierter Form die das Ortsbild prägende Pfarrkirche wieder, die um 1498 neu errichtet wurde, deren Turm jedoch älter ist. In der Gemeinde nimmt man an, dass die Kirche die Kapelle am Kreuzberg darstellen soll, die dort, wenn auch in anderer Form, noch steht. Diese Kapelle wurde jedoch erst um 1770 erbaut, während das Wappen viel älter ist. Die Farben Silber und Blau beziehen sich auf die wittelsbachischen Landesherren. Hofkirchen wird schon in einem Herzogsurbar um 1300 als Markt genannt. Wappen und Siegel wurden 1481 durch Herzog Georg den Reichen von Bayern-Landshut von Landshut verliehen; der Wappenbrief ist nur in einer Abschrift von 1811 überliefert. Das Wappen mit der eintürmigen Kirche im Halbrundschild ist erstmals im ältesten Siegelabdruck von 1491 nachweisbar und blieb seither weitgehend unverändert. Im 16. Jahrhundert wurde die Kirche mit grünem Boden dargestellt, die Details der Kirchenarchitektur wurden verschiedentlich abgewandelt. Dieses Wappen wird seit 1481 geführt. |

### Gemeindepartnerschaft
Partnergemeinde ist Hofkirchen an der Trattnach im österreichischen Bundesland Oberösterreich.

## Kultur und Sehenswürdigkeiten

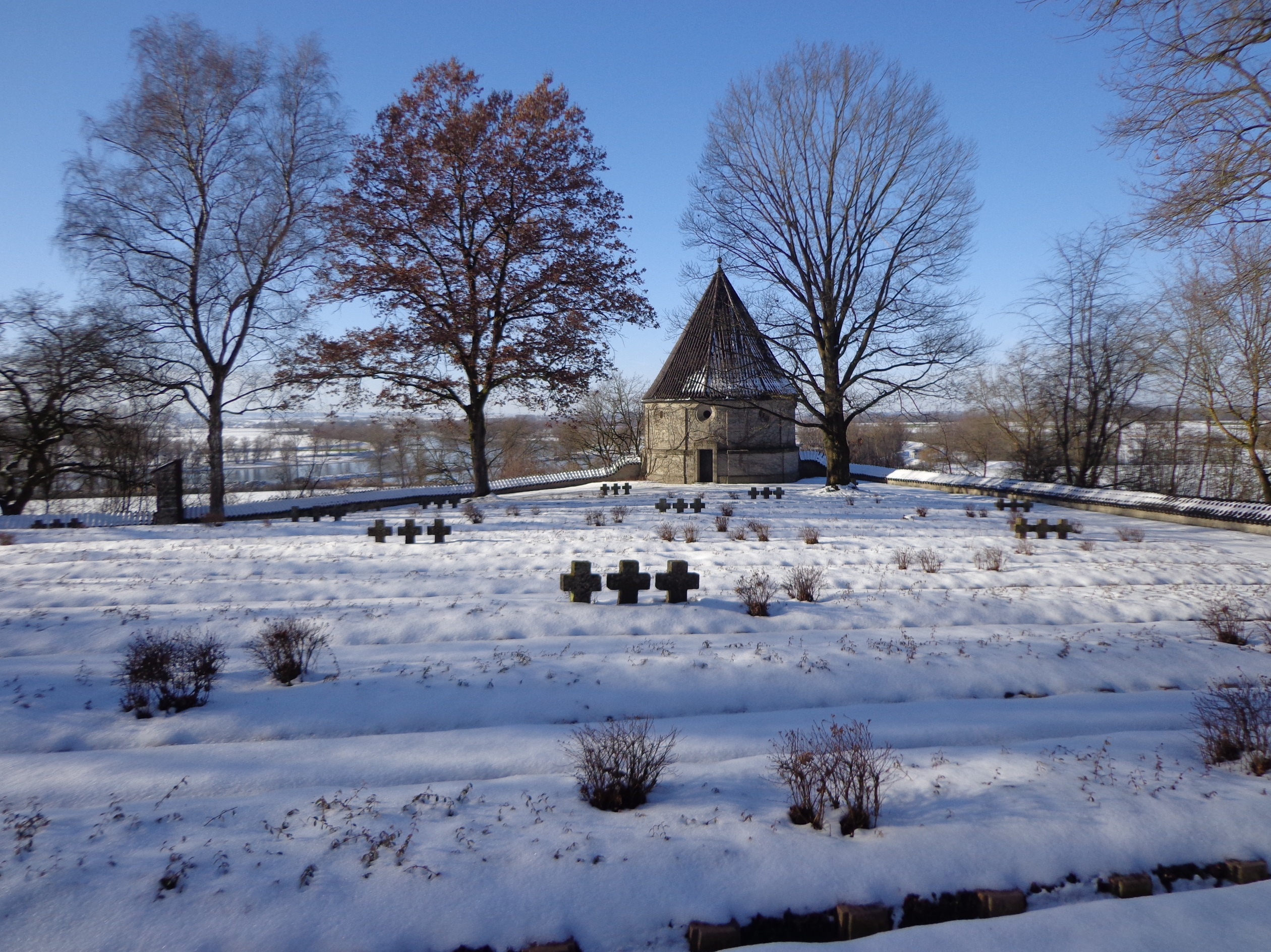
Kriegsgräberstätte Hofkirchen

- Die spätgotische Pfarrkirche Mariä Himmelfahrt, erbaut Anfang des 16. Jahrhunderts, besitzt ein kompliziertes Netzrippengewölbe der spätesten Gotik. Auch die Glasgemälde im Chor stammen vom Anfang des 16. Jahrhunderts.
- Am westlichen Ortsrand von Hofkirchen, auf einer Anhöhe mit Blick auf eine Biegung der Donau, befand sich einst der Edelsitz Seehof. Bis 1959 wurde auf der früheren Lagestelle des Edelsitzes die Kriegsgräberstätte Hofkirchen als Ruhestätte für nahezu 3000 Opfer des Ersten und Zweiten Weltkriegs angelegt.
- Schloss Hofkirchen

## Wirtschaft und Infrastruktur

### Wirtschaft einschließlich Land- und Forstwirtschaft
Es existieren zwei Gewerbegebiete in Hofkirchen und Garham und eine weitere Gewerbefläche in Garham. 2017 gab es in der Gemeinde 1308 sozialversicherungspflichtige Arbeitsplätze. Von der Wohnbevölkerung standen 1457 Personen in einem versicherungspflichtigen Beschäftigungsverhältnis. Damit war die Zahl der Auspendler um 149 Personen größer als die der Einpendler. 73 Einwohner waren arbeitslos. 2016 gab es 69 landwirtschaftliche Betriebe. Von der Gemeindeflächen waren 1647 Hektar landwirtschaftlich genutzt.

### Bildung
Es gibt folgende Einrichtungen (Stand: 2018):
- Kindergärten: zwei mit 135 Kindergartenplätzen und 147 Kindern
- Volksschulen: zwei Grundschulen mit insgesamt neun Lehrern, sieben Klassen und 127 Schülern

### Medizin
In Hofkirchen befinden sich eine Praxis für Allgemeinmedizin (mit integriertem ambulanten Pflegedienst der Caritas), eine Zahnarztpraxis und eine Tierarztpraxis.

## Sonstiges
In Hofkirchen und Garham gibt es zwei beheizte Freibäder mit drei Becken.